# A Guide to the Business Analysis Body of Knowledge
A Guide to the Business Analysis Body of Knowledge (BABOK) est un guide professionnel sur le métier d'analyste d'affaires rédigé sous la direction de Kevin Brennan et publié par l'International Institute of Business Analysis (IIBA).
Le guide précise les compétences et les connaissances que devraient maîtriser les praticiens. Il s’agit d’un cadre de référence dans lequel sont décrits les domaines de connaissance, les activités et les tâches indispensables à une analyse d’affaire ainsi que les techniques associées.

## Histoire
Initialement, le BABOK a été publié par l'International Institute of Business Analysis (IIBA) en tant que projet de document version 1.4 en 2005, dans l’objectif d’interpeller les communautés relatives à l'analyse des entreprises et la gestion de projet, afin de documenter et d'uniformiser les bonnes pratiques de l’analyse d'affaires. La première sortie officielle était à la version 1.6 en 2006. La version 2.0 a été publiée le 31 mars 2009.
Sur la base du corpus de connaissances synthétisés dans le guide BABOK, IIBA a créé deux certifications professionnelles : « Certified Business Analysis Professional » (CBAP) et « Certification of Competency on Business Analysis » (CCBA).

## Contenu du guide
Le babok définit six domaines de connaissances, qui regroupent des ensembles de tâches et les techniques associées. Pour chacune de ces tâches sont décrits les connaissances de base, les compétences, les processus et les livrables dont l'analyste d'affaires a besoin pour être en mesure d'effectuer ces tâches avec compétence.
Bien qu’un enchaînement de tâches et de processus soit suggéré par ces domaines de connaissances, le BABOK n’est délibérément pas une méthode prescrite. En effet, la version 2.0 a séparé dans une nouvelle section les techniques et les tâches du domaine de connaissance.

## Réception et critiques
Nick de Voil écrit que le guide BABOK « identifie les points d'intérêt communs aux analystes d'affaires, énumère les techniques les plus utiles et, surtout, fournit un vocabulaire commun » pour les professionnels. Il note en revanche qu'il ne s'agit que d'un guide qui doit être utilisé par les spécialistes avec le recul requis, ce qui n'est pas toujours le cas à son avis.
Morgan Masters indique que le guide est une « ressource indispensable » pour les analystes d'affaires. Il précise que le guide ne propose pas de méthodologies particulières, mais qu'il s'agit plutôt d'un guide de référence qui « couvre tous les aspects de la profession », sans remplacer l'expérience professionnelle ou les cours à l'université.